# Suhe, Rozdilna
Suhe (în ucraineană Сухе) este un sat în comuna Rozdilna din raionul Rozdilna, regiunea Odesa, Ucraina.

## Demografie
Componența lingvistică a localității Suhe
     Ucraineană (89,31%)
     Română (7,63%)
     Rusă (2,29%)
Conform recensământului din 2001, majoritatea populației localității Suhe era vorbitoare de ucraineană (89,31%), existând în minoritate și vorbitori de română (7,63%) și rusă (2,29%).